# Out of use
Out Of Use is een Belgisch milieubedrijf gevestigd in Beringen, provincie Limburg. Het bedrijf is actief in de circulaire economie en is gespecialiseerd in het hergebruik en recyclage van b2b-materialen.

## Historiek
Out of Use werd in 2009 opgericht door Mark Adriaenssens en was aanvankelijk in Aarschot gevestigd. Na verdere groei is het bedrijf verhuisd naar Beringen, alwaar meer capaciteit gevonden werd om de activiteiten verder uit te bouwen.
In 2019 richtte Out Of Use de dochterorganisatie Circular.Brussels op, een vzw met als doelstelling de digitale kloof in België te dichten. Out Of Use is van deze vzw medeaandeelhouder.

## Werkvelden
Het bedrijf is actief in de circulaire economie en is gespecialiseerd in het hergebruik en recyclage van b2b-materialen. Een primaire focus ligt op IT-materiaal zoals servers, pc's, smartphones, printers en dergelijke. Hierdoor is het bedrijf tevens gespecialiseerd in datavernietiging en het demonteren van serverrooms.
Naast de focus op IT-materialen, is het bedrijf ook actief in de verwerking van componenten uit de automobielsector, zoals airbags, seatbelt pretensioners en auto-elektronica.

## Werkwijze
Out Of Use heeft structurele partnerships met Natuurpunt en Natagora. Klanten die IT-materialen aanleveren, kunnen er voor kiezen om de vergoeding die Out Of Use normaliter betaalt, te schenken aan deze twee natuurorganisaties voor de aanplanting van nieuw bos en natuurreservaten. Zo wordt IT-materiaal niet alleen een tweede leven gegeven, maar wordt via de inzameling van deze materialen de aanplanting van extra natuur gefaciliteerd.
Middels de vzw Circular.Brussels wordt door Out of Use bijgedragen aan de verkleining van de digitale kloof in België. Deze Brusselse vzw focust op de inzameling van herbruikbare IT-materialen om deze aan te reiken aan hulpbehoeftigen met beperkte financiële middelen.

## Projecten

### Inzamelacties voor natuurbescherming
Anno 2019 werd maar 1 tot 2% van alle gsm’s gerecycleerd of hergebruikt. Voor IT-materiaal was dat 48%. Om deze percentages te verhogen, startten Natuurpunt en Out of Use diverse GSM-inzamelacties, waarbij bedrijven, gemeentebesturen, verenigingen en scholen hun oude gsm’s, laptops en computers aan Natuurpunt schonken en zodoende een bijdrage leverden aan de bescherming van het milieu. Elke laptop, computer, herbruikbare smartphone en elke 4 oude gsm's leverde 1m² nieuw bos op.
In het kader van de Klimaatbossenactie van het strategisch project Opgewekt Pajottenland werd door Recupel en Natuurpunt een vergelijkbare actie gehouden van november 2020 tot februari 2021 gehouden. Met deze actie zijn 725 GSM's opgehaald, die door Out of Use deels of gedeeltelijk voor hergebruik klaargemaakt zijn. Onder de actievoorwaarden was deze collecte goed voor 60 nieuwe bomen ofwel 236 m² aangeplant bos.

### Verkleining van digitale kloof
De gemeente Beringen, die onder burgemeester Thomas Vints armoedebestrijding tot speerpunt van haar beleid heeft gemaakt, heeft in 2020 tientallen van haar laptops bij Out of Use voor een complete opknapbeurt ingeleverd waarna ze ter beschikking gesteld werden aan minder draagkrachtige inwoners.

## WEEELABEX-certificaat
Out of Use is de eerste in België met een WEEELABEX-certificaat (Waste of Electric and Electronic Equipment Label of Excellence).